# Liste der Mitglieder der American Academy of Arts and Sciences/2020
Im Jahr 2020 wählte die American Academy of Arts and Sciences 276 Personen zu ihren Mitgliedern.

## Neugewählte Mitglieder
- Katharine Abraham
- Sarita V. Adve
- Syed Babar Ali
- Maydianne C.B. Andrade
- Susan C. Anton
- Elena Aprile
- Robert C. Armstrong
- Katrina A. Armstrong
- Joan C. Baez
- Biman Bagchi
- Zainab Bahrani
- Houston A. Baker, Jr.
- David J. Barron
- Michele Barry
- Yasmine Belkaid
- Hugo J. Bellen
- Joy M. Bergelson
- Irina Bokova
- Sandrine Bony
- Catherine Boone
- Richard R. Brettell (1949–2020)
- Eduardo S. Brondizio
- Tomiko Brown-Nagin
- Debra Cafaro
- Cheshire Calhoun
- Paul C. Canfield
- Blanche Capel
- Mary Carruthers
- Ana Mari Cauce
- Jeannine Cavender-Bares
- Howard Y. Chang
- Lynn Chang
- R. Alta Charo
- Edith Chen
- Pierre-André Chiappori
- Melissa Chiu
- Steven L. Chown
- Paul M. Churchland
- Thomas R. Clandinin
- Kathleen Collins
- James P. Collins
- Blossom A. Damania
- Trisha N. Davis
- Geraldine Dawson
- Caroline Dean
- Anne Dejean
- Dave L. Donaldson
- Catherine L. Drennan
- John A. Dupre
- Brent Hayes Edwards
- Luís E. Eguiarte
- Santiago F. Elena
- Maud Ellmann
- Beverly M. Emerson
- Stephen Engelberg
- Nuruddin Farah
- Bernard Faure
- Malcolm Feeley
- James Ferguson (1959–2025)
- Daniel J. Finley
- Nikky Finney
- Françoise Forges
- Lawrence D. Freedman
- Miranda Fricker
- Agustín Fuentes
- Elena Fuentes-Afflick
- Laura Gagliardi
- Giulia Galli
- Rubén Gallo
- Forrest Gander
- Miguel A. Garcia-Garibay
- Helene Gayle
- Andrew Gelman
- Nancy Gertner
- Lorna Goodison
- Kevin Gover
- Vicki H. Grassian
- Karen Guillemin
- Kris D. Gutierrez
- Margaret A. Hamburg
- Joy Harjo
- Suzan Shown Harjo
- M. Zahid Hasan
- Graham F. Hatfull
- Edgar Heap of Birds
- Joseph Heitman
- Charles J. Henry
- Thomas A. Henzinger
- Linda M. Heywood
- Christopher P. Hill
- Anita F. Hill
- Marc M. Hirschmann
- Ann Hochschild
- Helmut Hofer
- Eric H. Holder, Jr.
- Anita K. Hopper
- George M. Hornberger
- William G. Howell
- Caroline M. Hoxby
- Yonggang Huang
- Lawrence R. Jacobs
- Amaney A. Jamal
- E. Patrick Johnson
- Abigail P. Johnson
- Bryan D. Jones
- Jeffrey Lionel Jowell
- Dan Jurafsky
- William G. Kaelin
- Carl F. Kaestle (1940–2023)
- Susan Kalisz
- Daniel Kammen
- Shun-ichiro Karato
- Michael Kazin
- Dacher Keltner
- Renu Khator
- Philip Kim
- Paul V. Kiparsky
- Seth A. Klarman
- Wendell J. Knox
- Hanna M. Kokko
- Sally Ann Kornbluth
- Rachel Kranton
- Loeske Kruuk
- Clark S. Larsen
- Ruby B. Lee
- Erika Lee
- Margaret S. Leinen
- Jeanette Lerman-Neubauer
- Daniel E. Lieberman
- Richard S. Linklater
- Diane Lipscombe
- Michal Lipson
- Adam Liptak
- Eric P. Liu
- Diana M. Liverman
- Susanna Loeb
- Susan Thomas Lovett
- Guillermina Lozano
- Susan Lozier
- Li Lu
- Chung-Pei Ma
- Sarah Mangelsdorf
- Anna K. Mapp
- Isabela Mares
- Fiona B. Marshall
- Jenny S. Martinez
- Margaret Martonosi
- Gary S. May
- James M. Mayer
- M. Margaret McKeown
- Katherine McKittrick
- Xiao-Li Meng
- Bruce A. Menge
- Edward A. Miguel
- Jennifer L. Mnookin
- Amina J. Mohammed
- Ingrid T. Monson
- Richard D. Mooney
- Rachel S. Moore
- Aileen Moreton-Robinson
- Tom W. Muir
- Denis Mukwege
- Gregory L. Murphy
- Steven Mitchell Nadler
- Shobhana Narasimhan
- Lisa Naughton
- Victor Nee
- Alondra Nelson
- Senga Nengudi
- André Arroja Neves
- Mary D. Nichols
- Pedro A. Noguera
- Colin P. Nuckolls
- Zaki Anwar Nusseibeh
- Anne Joseph O’Connell
- Teri W. Odom
- Adebayo O. Ogunlesi
- Patrick Olivelle
- Victoria J. Orphan
- Eve C. Ostriker
- Julie Overbaugh
- Ardem Patapoutian
- Ann Patchett
- Mary E. Pattillo
- Arogyaswami J. Paulraj
- Thoru Pederson
- Catherine L. Peichel
- Fernando C.N. Pereira
- Roderic I. Pettigrew
- Patricia Phelps de Cisneros
- Ann Philbin
- Philip W. Phillips
- Seth D. Pollak
- Daniel R. Porterfield
- Vincent E. Price
- Molly Przeworski
- Jie Qiao
- Suparna Rajaram
- Indira M. Raman
- Enrico Ramirez-Ruiz
- Guthrie P. Ramsey, Jr.
- Thomas A. Rando
- Claudia Rankine
- Alexander A. Razborov
- Jennifer A. Richeson
- Cristina M. Rodriguez
- Charles M. Roessel
- Peter A. Rogerson
- Carole Rothman
- Ronitt Rubinfeld
- Laura Ruetsche
- Cristine Russell
- Wendy Sandler
- Richmond Sarpong
- Gregory Sarris
- Kenneth F. Scheve
- Maria Schneider
- Julie A. Segre
- Marjorie D. Shapiro
- Val C. Sheffield
- Robert F. Siliciano
- Eva Silverstein
- Kavita Singh
- Mario Luis Small
- Valerie Smith
- Alexander J. Smits
- David Soskice
- Marilda A. D. Sotomayor
- Eugene H. Spafford
- James P. Spillane
- George R. Stark
- G. Gabrielle Starr
- Kathleen J. Stebe
- Karen P. Steel
- Sarah Stillman
- James Stone
- Michael E. Stone
- Lisa T. Su
- Fumihiko Sueki
- Winnifred F. Sullivan
- Sarah Sze
- Sylvia Rosila Tamale
- Chandrika K. Tandon
- Ann A. Temkin
- Joshua B. Tenenbaum
- John K. Thornton
- Florencia Torche
- Tatiana Toro
- William Michael Treanor
- Eve M. Troutt Powell
- Lyudmila Trut
- Chizuko Ueno
- Guadalupe Valdes
- Lynn Vavreck
- David G. Victor
- Suzanne Walker
- Kay WalkingStick
- Susan S. Wallace
- Fan Wang
- David Der-wei Wang
- Thomas E. Wellems
- Theodore V. Wells, Jr.
- Craig Steven Wilder
- Fred Wilson
- Teresa K. Woodruff
- Ngaire Tui Woods
- Clifford J. Woolf
- Kwesi Yankah
- Mihalis Yannakakis
- Adela Yarbro Collins
- Leeat Yariv
- Xiaogang Ye
- Louise Young
- Muhammad Qasim Zaman
- Martin T. Zanni
- Barbie Zelizer